# Carta sobre la tolerancia

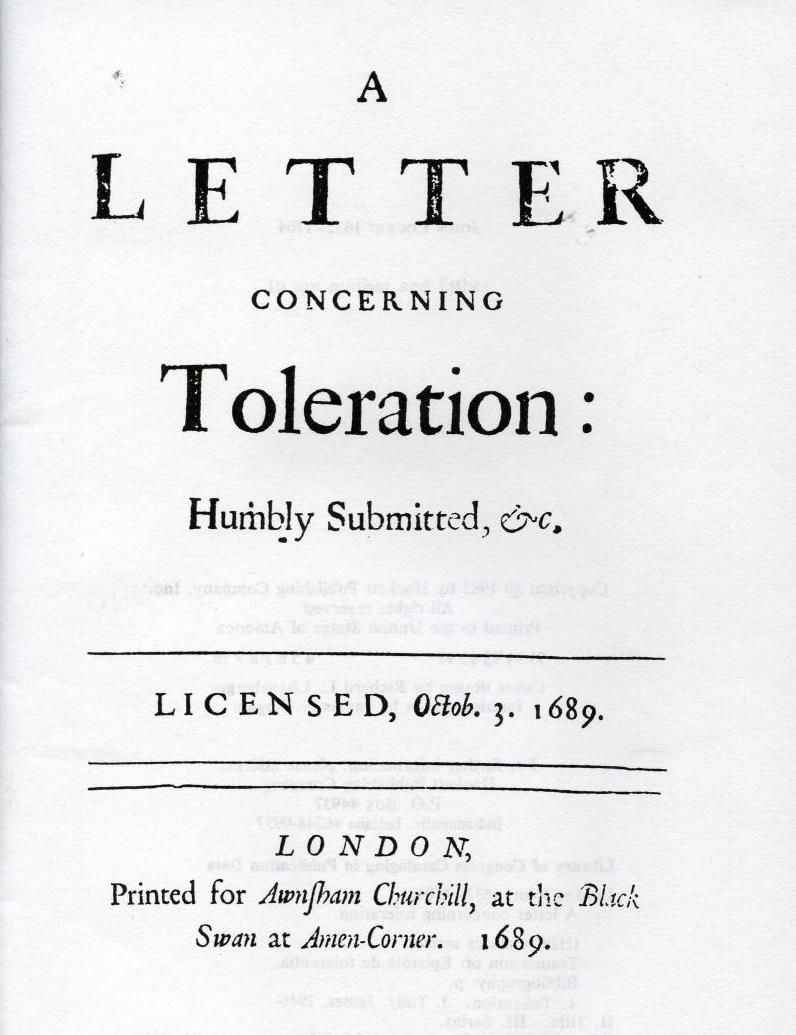
Primera edición de una Carta sobre la tolerancia.

Carta sobre la tolerancia son una serie de cartas que el filósofo John Locke publicó entre los años 1689 y 1690, que ofrecen en buena medida las bases ideológicas esenciales para su teoría política expuesta por las mismas fechas en Dos tratados sobre el gobierno civil. La obra apareció en medio del temor de que el catolicismo se apoderara de Inglaterra, y responde al problema de la religión proponiendo la tolerancia religiosa como respuesta. Esta carta estaba dirigida a un amigo cercano de Locke, Philipp van Limborch, quien la publicó sin el conocimiento de Locke. Su publicación inicial fue en latín, aunque se tradujo de inmediato a otros idiomas.
Se divide en: "Las dimensiones de la libertad", "De la tolerancia a libertad religiosa", "Las sectas protestantes", "La defensa filosófica de la libertad", "La cuestión de Inglaterra" y "La Carta sobre la tolerancia".

## Influencias
Con respecto a su posición sobre la tolerancia religiosa, Locke fue influenciado por teólogos bautistas como John Smyth y Thomas Helwys, quienes habían publicado tratados que exigían libertad de conciencia a principios del siglo XVII. El teólogo bautista Roger Williams fundó la colonia Rhode Island en 1636, donde combinó una constitución democrática con libertad religiosa ilimitada, incluso para los "paganos, judíos, turcos, o cultos y morales anticristianas". Su tratado The Bloody Tenent of Persecution for Cause of Conscience (1644), que se leyó ampliamente en la madre patria, fue una súplica apasionada por la libertad religiosa absoluta y la separación total de la Iglesia y el Estado. La libertad de conciencia había tenido una alta prioridad en la agenda teológica, filosófica y política, ya que Martín Lutero se negó a retractarse de sus creencias antes de la Dieta del Sacro Imperio Romano en Worms en 1521, a menos que la Biblia lo demostrara falso. 

## Contenido

### Del derecho natural a la libertad religiosa
Para John Locke el hombre es un individuo libre, que tiene derechos naturales (entre ellos su auto-conservación y su espiritualidad) que serán inviolables tanto por terceros como por un Estado. Carta sobre la Tolerancia desarrolla el concepto de la libertad individual, criticará la intolerancia y la coacción que tanto las sectas religiosas, como el Estado, pueden llevar a cabo en contra del individuo. Este concepto de libertad individual y tolerancia religiosa, que se traduce en la aparición de la libertad religiosa, es una de las bases sobre las que se asienta el gobierno civil de corte liberal que desarrollará John Locke en Dos Tratados sobre el Gobierno Civil.
En sí es una contraposición a las ideas que Thomas Hobbes expresa en su obra Leviatán. En contra de la defensa de la uniformidad religiosa de Hobbes, Locke considera que la diversidad religiosa puede servir de elemento garante de la paz social. Esta válvula de escape serviría para evitar alzamientos en contra de poder civil o Gobierno Civil. 

### Argumentos
Locke formuló un razonamiento clásico para la tolerancia religiosa. Tres argumentos son centrales:
1. Los jueces terrenales, el Estado en particular y los seres humanos en general, no pueden evaluar de manera confiable las afirmaciones de verdad de los puntos de vista religiosos en competencia;
2. Incluso si pudieran, hacer cumplir una sola "verdadera religión" no tendría el efecto deseado, porque la violencia no puede obligar a la creencia;
3. Coaccionar la uniformidad religiosa conduciría a más desorden social que permitir la diversidad.

Aunque Locke era un defensor de la tolerancia, instó a las autoridades a no tolerar el ateísmo, porque pensaba que carecían de base para la moral y la negación de la existencia de Dios socavaría el orden social y conduciría al caos. En cuanto a los católicos, Locke cree que no se les puede confiar una lealtad genuina a la ley, ya que "deben una obediencia ciega a un papa infalible, que tiene las llaves de sus conciencias atado a su cinturón, y en ocasiones puede prescindir de todos sus juramentos, promesas y las obligaciones que tienen con su príncipe".